# Bilitis (bande originale)
Pour les articles homonymes, voir Bilitis (homonymie).
L'album Bilitis de Francis Lai, est la bande originale du film érotique Bilitis. 
Jean Musy a fait les arrangements musicaux, et les enregistrements ont eu lieu au Studio Davout à Paris. 
La pochette du disque, une photo de David Hamilton montrant deux jeunes filles dans un moment de tendresse, est similaire à l'affiche du film. 
L'intérieur de l'album contient une photo de la jeune fille à l'arbre, également extraite du film.

## Liste des chansons
| 1. | Bilitis (générique) |  | 3:20 |
| 2. | Promenade           |  | 3:40 |
| 3. | Les deux nudites    |  | 2:20 |
| 4. | Spring time ballet  |  | 2:26 |
| 5. | L'arbre             |  | 1:10 |
| 6. | I need a man        |  | 5:14 |

| 1. | Melissa                    |  | 4:35 |
| 2. | La campagne                |  | 1:07 |
| 3. | Scène d'amour              |  | 3:45 |
| 4. | Rainbow                    |  | 4:30 |
| 5. | Bilitis (générique de fin) |  | 4:40 |